# إسحاق ريد
إسحاق ريد (بالإنجليزية: Isaac Reed)‏ هو سياسي أمريكي، ولد في 22 أغسطس 1809 في الولايات المتحدة، وتوفي بنفس المكان في 19 سبتمبر 1887. حزبياً، نشط في حزب اليمين والحزب الديمقراطي.

## مناصب
- انتخب أمين صندوق الدولة [الإنجليزية]‏.
- انتخب عضو مجلس نواب مين.
- انتخب عضو مجلس ولاية مين.
- انتخب عضو مجلس النواب الأمريكي.